# Mateo Del Blanco
Mateo Del Blanco (Santa Fe, 31 ottobre 2003) è un calciatore argentino, terzino sinistro dell'Unión (SF).

## Caratteristiche tecniche
Gioca come esterno sinistro di centrocampo.

## Carriera
Del Blanco è cresciuto nel settore giovanile dell'Unión (SF), con cui ha firmato il suo primo contratto professionistico nel 2022. Ha debuttato in prima squadra l'11 aprile 2023 nell'incontro di Primera División perso 5-1 contro l'Argentinos Juniors. Il 9 febbraio 2024 ha segnato il suo primo gol nell'incontro di Copa de la Liga Profesional perso 3-1 contro il Newell's Old Boys.

## Statistiche

### Presenze e reti nei club
Statistiche aggiornate al 2 aprile 2024.
| Stagione        | Squadra         | Campionato      | Campionato | Campionato | Coppe nazionali | Coppe nazionali | Coppe nazionali | Coppe continentali | Coppe continentali | Coppe continentali | Altre coppe | Altre coppe | Altre coppe | Totale | Totale | Totale |
| Stagione        | Squadra         | Comp            | Pres       | Reti       | Comp            | Pres            | Reti            | Comp               | Pres               | Reti               | Comp        | Pres        | Reti        | Pres   | Reti   |        |
| --------------- | --------------- | --------------- | ---------- | ---------- | --------------- | --------------- | --------------- | ------------------ | ------------------ | ------------------ | ----------- | ----------- | ----------- | ------ | ------ | ------ |
| 2023            | Unión (SF)      | PD              | 6          | 0          | CA+CdL          | 1+12            | 0               |                    | -                  | -                  |             | -           | -           | 19     | 0      |        |
| 2024            | Unión (SF)      | PD              | 0          | 0          | CA+CdL          | 0+8             | 0+1             |                    | -                  | -                  |             | -           | -           | 8      | 1      |        |
| Totale carriera | Totale carriera | Totale carriera | 6          | 0          |                 | 21              | 1               |                    | -                  | -                  |             | -           | -           | 27     | 1      |        |